# Шардаринське водосховище

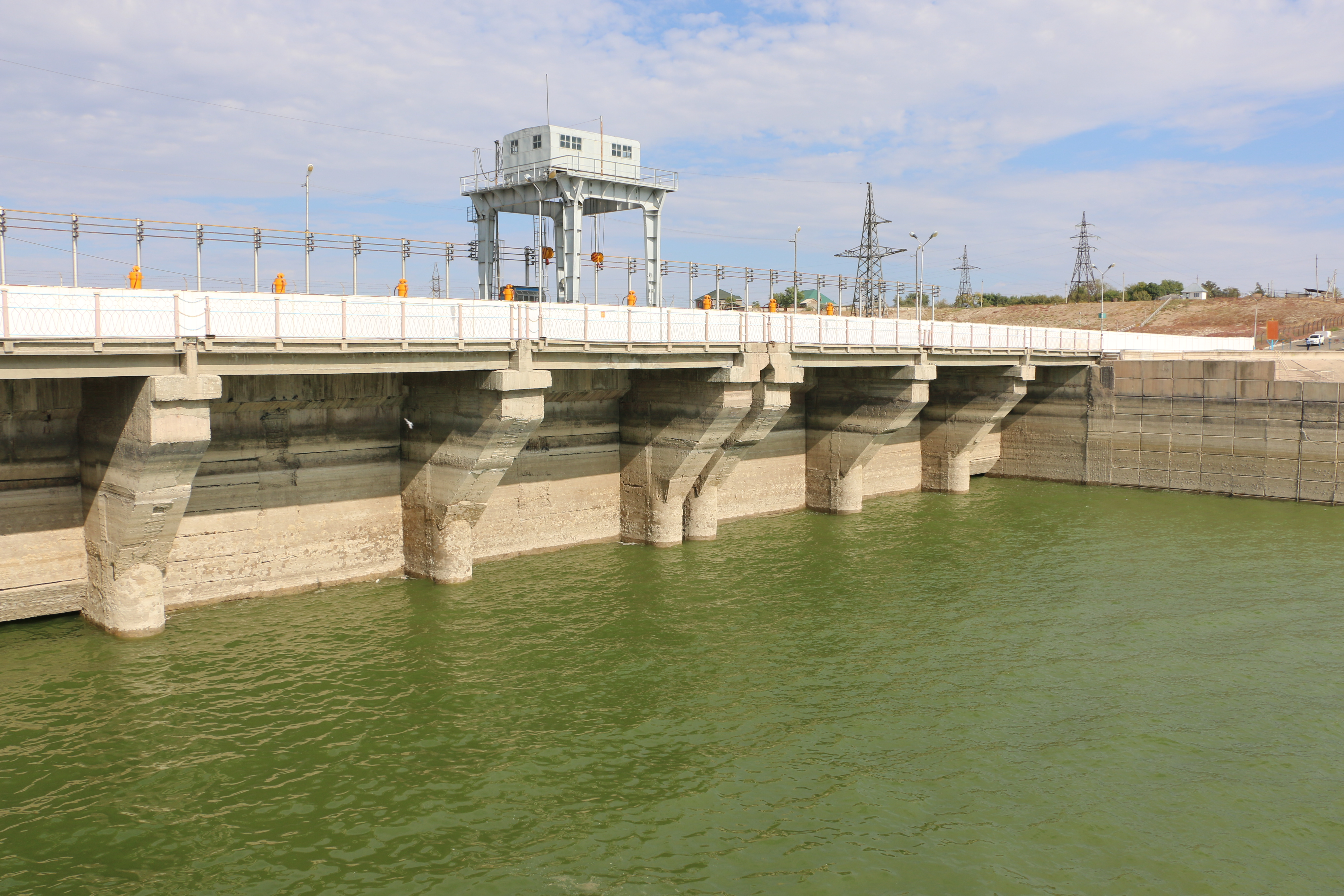

Шардаринське водосховище (каз. Шардара бөгені) — водосховище, розташоване на річці Сирдар'я на території Південно-Казахстанської області Казахстану. Побудовано в 1966 році.

## Опис
Здійснює багаторічне регулювання стоку, також використовується для енергетики, на греблі знаходиться Шардаринська ГЕС і для іригації — Кизилкумський канал. Є джерелом води для міста Шардара.
Довжина водосховища — 80 км, ширина — 25 км.
Площа — 783 км², повний об'єм — 5,7 км³, корисний — 4,2 км³. У 2008 році повідомлялося, що критичний максимум — 5,5 км³. У маловодні роки може спрацьовуватися нижче «мертвого об'єму», але при зниженні об'єму до 0,5 км³ залишається «брудна жижа».
Витрати води:
- середньобагаторічний — 626 м³/с,
- річний мінімальний — 56,3 м³/с,
- зимовий мінімальний — 137 м³/с,
- через всі 4 турбіни при розрахунковому напорі — 780 м³/с.

Водотоки, що витікають:
- Сирдар'я ,
- Кизилкумський канал ,
- протоки в Арнасайські озера,
- підвідний канал до каналу Достик[5].

## Наповнення Айдаркуль
Для контролю рівня води на водосховищі були поставлені шлюзи. У 1969 році трапилася сильна повінь, шлюзи були відкриті, оскільки пропускної здатності гідроагрегатів було недостатньо. З лютого 1969 року по лютий 1970 році 21 км³ води (майже 60 % щорічного стоку Сирдар'ї) було направлено з Шардаринського водосховища до Арнасайської низовини. В результаті утворилося озеро. З 1969 року Айдаркуль регулярно отримувало приплив з Сирдар'ї, якщо Шардаринське водосховище переповнювалося. Так поступово заповнилася водою Арансайська низовина і утворилося друге за розміром озеро в регіоні (після пересихаючого Аральського моря).
У 1993—2001 роках було скинуто майже 30 км³ води. За два роки (2002—2003) було випущено ще 7 км³.. Збільшення скидів було пов'язано з переводом Токтогульського водосховища в енергетичний режим і значним збільшенням зимових пропусків.
У 2000-х роках об'єм води в Айдаркуль перевищував корисну ємність Шардаринського водосховища в 10,5 разів.